# Abdou Aziz Sy
El Hadj Abdou Aziz Sy, également connu sous le nom de Cheikh El Hadj Abdou Aziz Sy Dabakh, est né en 1904 à Tivaouane (Colonie du Sénégal) et décédé le 14 septembre 1997 dans la ville éponyme. Il fut le troisième khalife de la confrérie soufie tidjane au Sénégal, exerçant cette fonction de 1957 à 1997.

## Biographie
Fils d'El Hadj Malick Sy, pionnier du tidjanisme au Sénégal, et de Sokhna Safiyatou Niang, Abdou Aziz Sy est né en 1904 à Tivaouane.
Durant sa jeunesse, il entreprit de longues études islamiques, au cours desquelles il apprit notamment le Coran et son exégèse, le droit islamique malikite, la langue arabe, la théologie asharite, le soufisme et les relations humaines. Ses études approfondies lui permirent d'acquérir une connaissance solide et diversifiée, faisant de lui une figure respectée dans le domaine religieux et intellectuel au Sénégal.
Il accéda au titre de khalife de la confrérie Tidjanya au Sénégal le 29 mars 1957, après le décès de ses frères aînés, Seydi Ababacar Sy et El Hadj Mouhamadou Mansour Sy. Ces derniers, également khalifes, sont morts presque simultanément. Son surnom, Dabakh, qui signifie « généreux » en wolof, lui a été attribué en raison de sa grande générosité et de son esprit d'ouverture.
Pendant son khalifat, il entreprit de nombreux voyages, incluant des visites au Maroc, en Arabie saoudite, aux États-Unis, en France et en Mauritanie, répondant ainsi aux nombreuses invitations qui lui parvinrent en raison de son éminente maîtrise du savoir islamique. Sa prestation lors du congrès islamique à La Mecque en 1965 le distingua particulièrement, non seulement pour sa compétence en langue arabe, mais également pour la pertinence et la profondeur de son discours. Cette intervention demeure gravée dans la mémoire du tijanisme en Afrique.
Au Sénégal, il se distingua par son engagement notable dans le secteur agricole et fut honoré en 1965 d'une médaille pour ses contributions dans ce domaine. Parallèlement, il se révéla comme un marchand émérite.
Doté de talents en chant et en poésie, il dirigea à plusieurs reprises les chœurs religieux lors des célébrations du Mawlid, commémorant la naissance du prophète Mahomet, sa voix distinctive marquant ces occasions. Il œuvra également pour promouvoir la cohésion entre les diverses confréries musulmanes du pays.
Son décès survint le 14 septembre 1997, et son neveu Serigne Mansour Sy prit sa succession en tant que Khalife des Tijanes, perpétuant ainsi son héritage.